# Liriomyza manii
Liriomyza manii este o specie de muște din genul Liriomyza, familia Agromyzidae, descrisă de Singh și Ipe în anul 1973. Conform Catalogue of Life specia Liriomyza manii nu are subspecii cunoscute.